# 井内啓二
井内 啓二 （いない けいじ、1976年3月17日 - ） は、日本の作曲家、編曲家。本名：井内 求生（いない ひでお）。

## 来歴
桐朋学園大学音楽学部ピアノ専攻に入学。在学中よりスタジオワークに興味を持ちキャリアをスタートさせる。スタジオワーク、作/編曲勉強のために中退。
大学在学中の1999年、白井晃演出『ファルスタッフ』にて、音楽監督であったバイオリニスト中西俊博の音楽監督助手を務めて以後、中西の下で劇伴を始めとするスタジオのノウハウを受ける。その後、中西と共にフジテレビドラマ『Fighting Girl』『初体験』の劇伴にてピアノ、マニピュレート、アレンジとして参加。 劇伴作家としてのキャリアをスタートさせる。主にTV、CM、映画、ゲーム、ラジオ、ファッションショーの分野に楽曲を提供。

## 作品

### アニメ

#### 音楽
2010年
- ぬらりひょんの孫 〜千年魔京〜 ※田中公平、澤口和彦と共同

2011年
- クレヨンしんちゃん 嵐を呼ぶ黄金のスパイ大作戦 ※荒川敏行、多田彰文と共同

2012年
- クレヨンしんちゃん 嵐を呼ぶ!オラと宇宙のプリンセス ※荒川敏行、多田彰文、松尾早人と共同
- BTOOOM!
- エリアの騎士 ※岩崎文紀と共同
- 史上最強の弟子ケンイチ

2013年
- アウトブレイク・カンパニー
- カーニヴァル ※浜口史郎と共同

2015年
- ONE PIECE 〜アドベンチャー オブ ネブランディア〜 ※田中公平、浜口史郎、丸尾稔、岩崎文紀と共同
- ダンジョンに出会いを求めるのは間違っているだろうか 
- ヘヴィーオブジェクト ※井内舞子と共同

2016年
- ねじ巻き精霊戦記 天鏡のアルデラミン

2017年
- 王室教師ハイネ
- ソード・オラトリア ダンジョンに出会いを求めるのは間違っているだろうか外伝
- ONE PIECE エピソードオブ東の海 〜ルフィと4人の仲間の大冒険!!〜 ※田中公平、浜口史郎、丸尾稔、岩崎文紀と共同

2018年
- 魔法少女サイト

2019年
- 通常攻撃が全体攻撃で二回攻撃のお母さんは好きですか?

2020年
- 魔王学院の不適合者 〜史上最強の魔王の始祖、転生して子孫たちの学校へ通う〜
- BURN THE WITCH
- とーとつにエジプト神

2021年
- スライム倒して300年、知らないうちにレベルMAXになってました
- スター・ウォーズ: ビジョンズ The Duel
- ビルディバイド ※東大路憲太と共同

2023年
- 魔王学院の不適合者 II 〜史上最強の魔王の始祖、転生して子孫たちの学校へ通う〜
- 彼女が公爵邸に行った理由
- とーとつにエジプト神2

2024年
- モブから始まる探索英雄譚
- ダンジョンに出会いを求めるのは間違っているだろうかV

2025年
- どうせ、恋してしまうんだ。
- 最強の王様、二度目の人生は何をする?
- 私を喰べたい、ひとでなし

#### 編曲
- 劇場版 とある魔術の禁書目録 -エンデュミオンの奇蹟-（2013年）※岩崎文紀、松尾早人と共同
- 東京レイヴンズ（2013年）
- 覇穹 封神演義（2018年）

#### その他
- 氷菓（2012年）※シンセサイザー・オペレーター

### ゲーム

#### 音楽
- グランツーリスモ5（2010年）※2曲
- PlayStation Vita OS&アプリ音楽（2011年）
- グランツーリスモ6（2013年）※4曲

#### 編曲
- グランツーリスモ5プロローグ（2007年）
- 白騎士物語 -古の鼓動-（2010年）
- エルシャダイ（2011年）※浜口史郎、松尾早人、多田彰文、澤口和彦と共同
- GRAVITY DAZE（2012年）※田中公平と共同
- GRAVITY DAZE 2（2017年）※田中公平と共同

### 映画

#### 音楽
- 地獄でなぜ悪い （2013年）※園子温、坂本秀一と共同
- 劇場版 王室教師ハイネ （2019年）
- 劇場版 ダンジョンに出会いを求めるのは間違っているだろうか -オリオンの矢-(2019年）

#### 編曲
- 南極料理人 （2009年）

### テレビ・ドラマ

#### 編曲
- Fighting Girl （2001年）
- 初体験（2002年）

### CM

#### 作曲
- 京都アニメーション テレビCM「星編」（2011年8月）